# چیرک
چیرک (به انگلیسی: Chirk) یک شهرک در ولز است که در شهرستان مستقل ورکسام واقع شده‌است. چیرک ۴٬۴۶۸ نفر جمعیت دارد.